# Magazzino 18
Magazzino 18 è un musical scritto da Simone Cristicchi in collaborazione con Jan Bernas. Lo spettacolo, tratto dal libro Ci chiamavano fascisti, eravamo italiani di Bernas, tratta dell'esodo istriano, giuliano e dalmato e dei massacri delle foibe.

## Tematiche
Lo spettacolo è un'opera che racconta il dramma dell'esodo istriano, giuliano e dalmata nel secondo dopoguerra: la storia di molti italiani costretti ad abbandonare la propria terra a seguito della sconfitta dell'Italia, la quale nel 1941 aveva invaso la Jugoslavia, nella seconda guerra mondiale. Queste terre, con il trattato di Parigi, vennero assegnate dagli Alleati alla Jugoslavia. Il magazzino 18 era l'edificio del Porto Vecchio di Trieste in cui fino al 2021 erano conservate le masserizie di una parte di esuli, oggi trasferite presso il magazzino 26.

## Produzione
Scritto da Simone Cristicchi e Jan Beras, lo spettacolo trae ispirazione dal libro di quest'utlimo Ci chiamavano fascisti, eravamo italiani e da una ricerca dell'autore negli archivi storici di Trieste. La regia è stata affidata a Antonio Calenda.
Le musiche originali dello spettacolo sono di Simone Cristicchi e Valter Sivilotti, il quale ne ha curato anche gli arrangiamenti orchestrali, ed eseguite dalla FVG Mitteleuropa Orchestra.
Lo spettacolo è stato portato in tournée in Italia dal 2013 al 2024.

## Controversie
A seguito della messa in scena dello spettacolo teatrale, il cantautore è stato criticato dai partiti politici italiani di centro-destra ed estrema destra, oltre che di estrema sinistra, accusando Cristicchi di falsa narrazione e inesattezze storiche, oltre che di revisionismo storiografico e di manipolazione ideologica sugli eventi.  Il lavoro del cantautore è stato appoggiato da esponenti politici e giornalisti di sinistra, tra cui il giornalista Michele Serra.Il Coordinamento Nazionale per la Jugoslavia (onlus Cnj) ha fatto un esposto all'Associazione Nazionale Partigiani Cristiani per il ritiro della tessera onoraria del cantautore. Il cantautore ha risposto alle accuse restituendo lui stesso la tessera, dichiarandosi antifascista.

Come dichiara lo stesso autore, lo spettacolo è stato contestato sia dalla estrema destra che dalla estrema sinistra: